# Glenwood Landing
Glenwood Landing – jednostka osadnicza w Stanach Zjednoczonych, w stanie Nowy Jork, w hrabstwie Nassau.